# Stare Bielsko
Stare Bielsko (niem. Alt-Bielitz, czes. Staré Bílsko) – dzielnica zwyczajowa Bielska-Białej położona w północno-zachodniej części miasta, dawna wieś założona w XIII wieku i przyłączona w 1977. Dominuje w niej zabudowa jednorodzinna, północne i zachodnie peryferia mają charakter przemysłowy. Do Starego Bielska zalicza się m.in. wzgórze Trzy Lipki i osiedle Sarni Stok, a także znajdują się tu jedne z najstarszych zabytków miasta: grodzisko średniowieczne i gotycki kościół świętego Stanisława. Osiedle samorządowe Stare Bielsko w dużej mierze pokrywa się z granicami historyczno-zwyczajowymi dzielnicy.

## Położenie
Granice obrębu ewidencyjnego Stare Bielsko (kod TERYT 246101_1.0038), które są tożsame z granicami dawnej wsi, wyznaczają:
- na północy: obecna granica administracyjna Bielska-Białej (z wyjątkiem kilku parcel pomiędzy ulicą Zuchów i drogą ekspresową S52), a następnie linia biegnąca na północ od ulicy Ziołowej, ulica Żołnierska i Orna – granica z Mazańcowicami oraz Komorowicami Śląskimi
- na wschodzie: ulica Węglowa i linia odbiegająca lekko na wschód od niej, ulica Czechowicka i linia prosta w rejonie końcowego odcinka ulicy Słowackiego – granica z Komorowicami Śląskimi oraz Dolnym Przedmieściem
- na południu: Potok Starobielski, ulica Sierpniowa, Pod Grodziskiem i Jana III Sobieskiego, a następnie ponownie Potok Starobielski, krótki odcinek ulicy Tańskiego, ulica Szybowcowa i nieregularna linia w rejonie ulic Zapłocie Duża i Komandorska – granica z Górnym Przedmieściem i Aleksandrowicami
- na zachodzie: rzeka Wapienica i ulica Wypoczynkowa – granica z Wapienicą

Osiedle (jednostka pomocnicza gminy) Stare Bielsko obejmuje obszar bardzo zbliżony do powyższego, ale dostosowany do współczesnych powiązań funkcjonalnych i urbanistycznych. Jego granice wyznaczają:
- na północy: obecna granica administracyjna miasta, a od momentu stycznego z nią droga ekspresowa S52 – granica z sołectwem Mazańcowice i osiedlem Komorowice Śląskie
- na wschodzie: ulica Warszawska i linia kolejowa nr 190 – granica z osiedlami Komorowice Śląskie i Dolne Przedmieście
- na południu: linia zbliżona do granicy obrębu z drobnymi odchyleniami na poziomie pojedynczych parcel i na zachodnim odcinku wyprostowana w oparciu o linię kolejową nr 190 – granica z osiedlami Mieszka I, Piastowskie, Kopernika, Wojska Polskiego, Polskich Skrzydeł, Wapienica
- na zachodzie: rzeka Wapienica na całym odcinku – granica z osiedlem Wapienica

## Historia

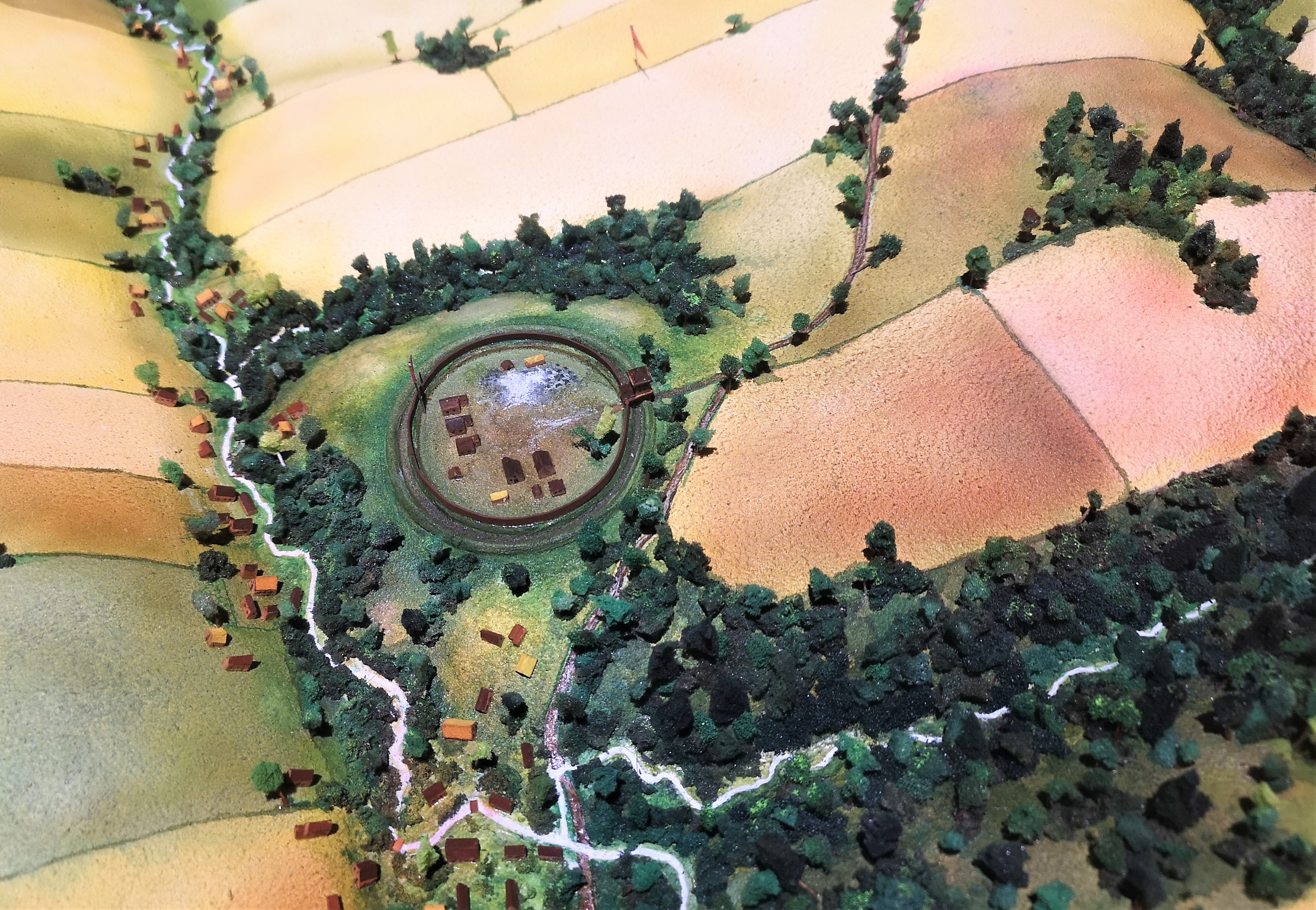
Makieta grodziska i części wsi Stare Bielsko wg stanu z XIV wieku

Początki osadnictwa na terenie Starego Bielska związane są z grodziskiem powstałym na przełomie XII i XIII wieku. Ma ono kształt zbliżony do regularnego koła i powierzchnię około 3,2 ha, znajduje się w południowo-wschodniej części dzisiejszej dzielnicy. Odkryte zabytki archeologiczne nie pozwalają jednoznacznie stwierdzić, jaką funkcję pełniło i czy było zamieszkiwane na stałe. Jedna z hipotez wskazuje na znaczenie grodziska jako refugium (miejsce schronienia) okolicznej ludności w czasie niepokojów. Kres jego istnienia przyniósł pożar pod koniec XIV wieku.
Jednocześnie w drugiej połowie XIII wieku w ramach kolonizacji na prawie niemieckim założona została wieś Bielsko (Bielitz), której osią przestrzenną była dolina Potoku Starobielskiego. W pierwotnych granicach tereny przynależne do niej sięgały po Kamienicę na południu i rzekę Białą na wschodzie, obejmując obszar, na którym rozwinęło się z czasem miasto Bielsko. Jego lokacja jest najpewniej wtórna do lokacji wsi i początkowo istniał pomiędzy nimi ścisły związek. Określenie Stare Bielsko / Alt Bielitz pojawia się w dokumentach od połowy XV wieku. Do 1447 miasto podlegało pod starobielską parafię św. Stanisława.

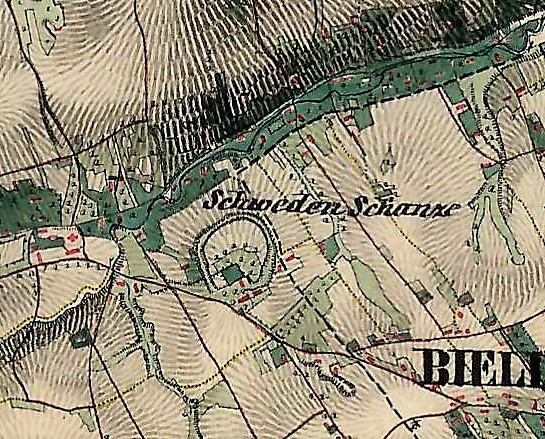
Schweden-Schanze na mapie z połowy XIX wieku

Stare Bielsko było wioską książęcą, od 1572 dzieliło losy bielskiego państwa stanowego. W czasach nowożytnych istniały na jej terenie cztery folwarki. W czasach reformacji miejscowa ludność przyjęła wyznanie luterańskie. Akcja rekatolizacyjna po wojnie trzydziestoletniej następowała bardzo powoli. Kościół św. Stanisława stał się co prawda w 1654 na powrót katolicki, ale pod koniec stulecia odnotowywano w Starym Bielsku jedynie dwie rodziny katolickie. Większa liczba konwersji nastąpiła dopiero po 1714. W 1847 wieś liczyła 1600 ewangelików i 450 katolików. Do kilkukrotnych przemarszy wojsk szwedzkich w czasie wojny trzydziestoletniej (1642, 1645, 1646) nawiązuje określenie Wał Szwedzki / Schweden-Schanze w odniesieniu do rejonu średniowiecznego grodziska, gdzie miały one obozować (obecnie nazwa jednej z okalających je ulic), tego okresu sięga też etymologia nazwy wzgórza Trzy Lipki.

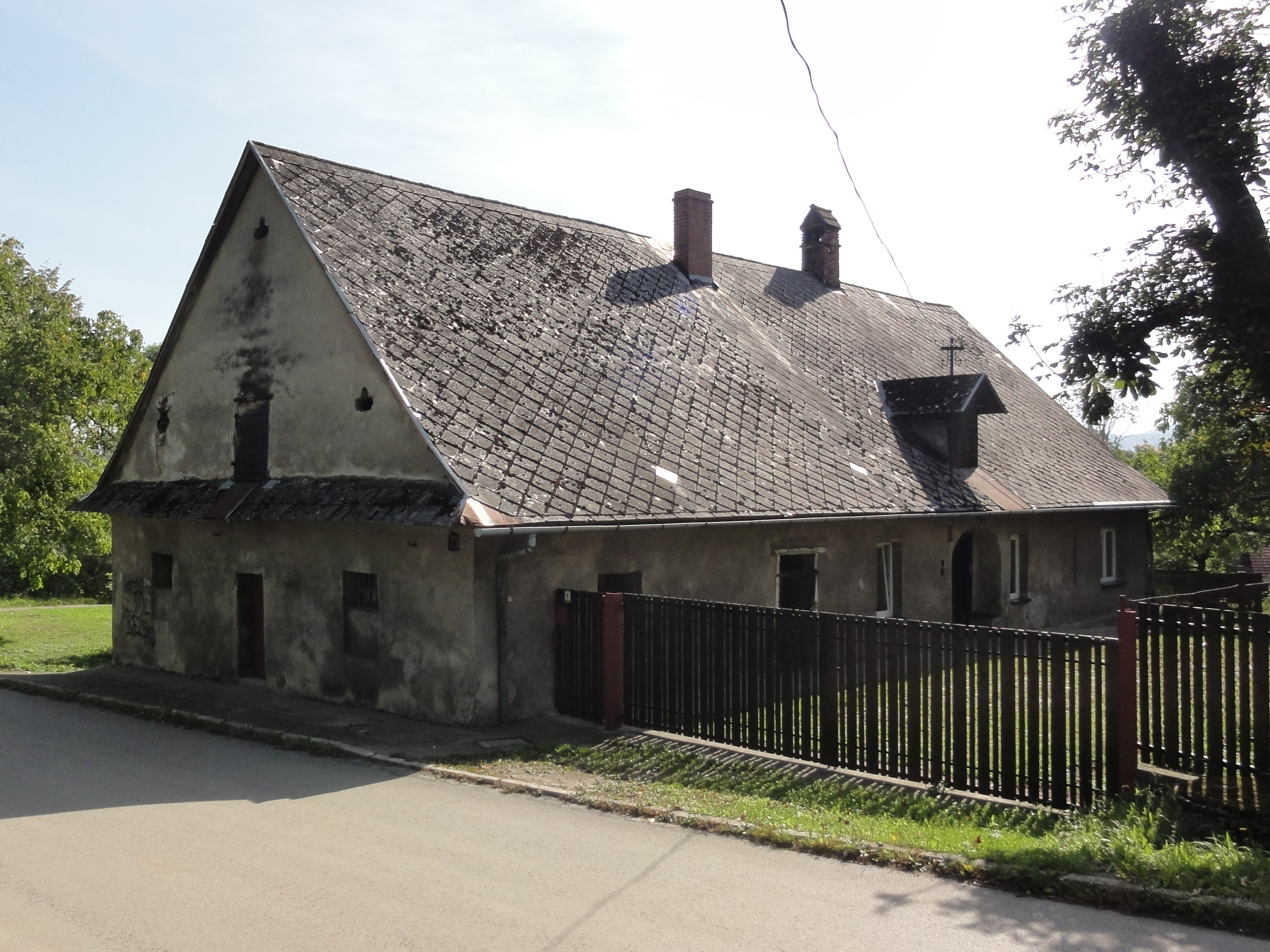
Tradycyjny dom wiejski przy ulicy Zapłocie Małe

W wyniku parcelacji tzw. Górnego folwarku starobielskiego w latach 1787–1790 założona została wieś Aleksandrowice, która uzyskała samodzielność administracyjną w 1864. Przebiegająca przez nią szosa cesarska (dzisiejsza ulica Cieszyńska) oddana do użytku w 1787 zastąpiła stary trakt z Bielska do Cieszyna w ciągu dzisiejszej ulicy Jana III Sobieskiego. Na terenie folwarku tzw. Dolnego, który zajął część grodziska, powstał w 1827 kościół ewangelicki Jana Chrzciciela. W 1833 Johann Bartelmuss założył w Starym Bielsku przędzalnię wełny, która w drugiej połowie stulecia należała do największych zakładów włókienniczych bielsko-bialskiego okręgu przemysłowego, została jednak zniszczona przez pożar w 1891 i już nie odbudowana. W 1888 uruchomiono przebiegającą przez centrum wsi linię kolejową Bielsko – Cieszyn, nie wybudowano jednak stacji kolejowej. Najbliższą był uruchomiony dopiero w 1914 przystanek Bielitz-Obervorstadt, później Bielsko Górne.

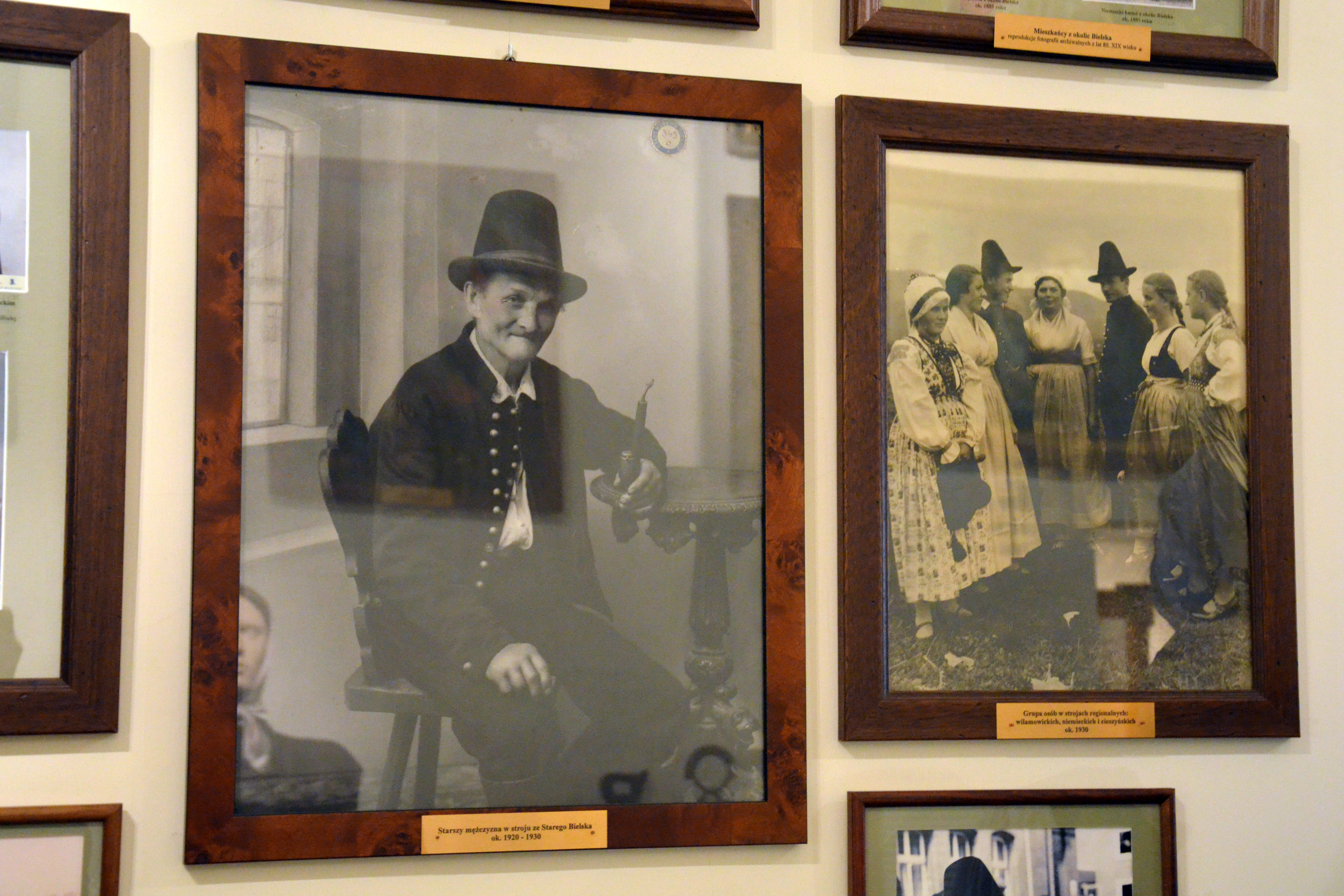
Mieszkaniec Starego Bielska w tradycyjnym stroju w okresie międzywojennym

Pod względem etnicznym Stare Bielsko było przez wieki częścią bielsko-bialskiej niemieckiej wyspy językowej. Według spisu ludności z 1900 w 270 budynkach w Starym Bielsku na obszarze 1264 hektarów mieszkało 2732 osób, co dawało gęstość zaludnienia równą 216,1 os./km². Z tego 858 (31,4%) mieszkańców było katolikami, 1846 (67,6%) ewangelikami a 28 (1%) wyznawcami judaizmu, 2435 (89,1%) było niemiecko-, 285 (10,4%) polsko- a 5 (0,2%) czeskojęzycznymi. Do 1910 roku liczba budynków wzrosła o 13 a mieszkańców o 167. 989 (34,1%) było katolikami, 1860 (64,2%) ewangelikami, 42 (1,4%) żydami a 8 było jeszcze innej religii, 2629 (90,7%) było niemiecko-, 253 (8,7%) polsko-, 5 (0,2%) czeskojęzycznymi. Spis policyjny przeprowadzony w grudniu 1939 wykazał 3578 mieszkańców, z tego 2240 (62,6%) Niemców, 499 (13,9%) Ślązaków, 809 (22,6%) Polaków i 30 (0,8%) Żydów; 1974 (55,1%) ewangelików, 1553 (43,4%) katolików i 51 (1,4%) pozostałych wyznań lub bezwyznaniowych. Po 1945 doszło do wysiedlenia ludności niemieckiej, którą w niemałym stopniu zastąpili polscy przesiedleńcy pochodzący głównie z należących dziś do Ukrainy powiatów przemyślańskiego i złoczowskiego (671 osób według danych z 1949).
Administracja niemiecka podczas II wojny światowej miała dalekosiężne plany odnośnie do Starego Bielska. Projekt Theodora Effenbergera z lat 1941–1942 przewidywał wtopienie zabytkowego kościoła św. Stanisława w rozległy kompleks wysokiej zabudowy z gmachami administracyjnymi, siedzibą NSDAP i salą widowiskową na kilka tysięcy miejsc. W kierunku Komorowic miała powstać rozległa strefa przemysłowa. Plany te nie zostały zrealizowane i Stare Bielsko pozostało przez kolejne kilka dekad miejscowością o wiejskim charakterze. W czasie wojny nie odegrały praktycznie żadnego znaczenia militarnego schrony bojowe wybudowane w 1939 przez polską armię na starobielskich wzgórzach.
Do roku 1954 oraz w latach 1973–1976 miejscowość była siedzibą gminy Stare Bielsko. Do Bielska-Białej została włączona w 1977.

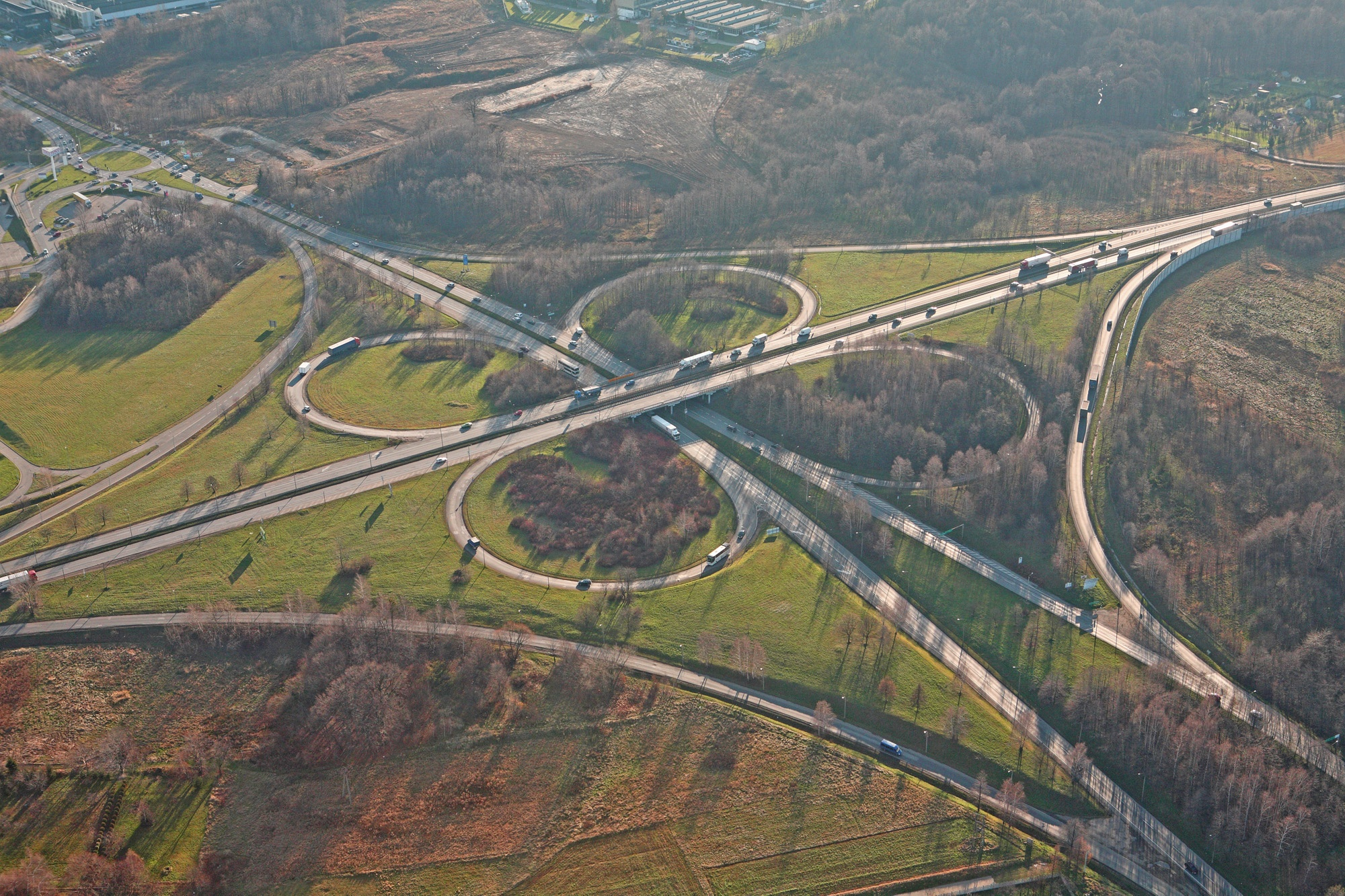
Węzeł drogowy na przecięciu drogi ekspresowej S52 i ulicy Warszawskiej

Od tego czasu postępuje rozwój zabudowy jednorodzinnej, w tym na zboczach górujących nad dzielnicą wzgórz Malowany Dworek i Trzy Lipki. To ostatnie stało się zarazem popularnym celem spacerowym, na jego szczycie (386 m n. p. m.) – stanowiącym punkt widokowy na miasto – wzniesiono w 2000 czterdziestometrowy Krzyż Trzeciego Tysiąclecia. W 1990 rozpoczęła się budowa osiedla mieszkaniowego Sarni Stok na wschodnim zboczu Trzech Lipek. „Sarni Stok” to również nazwa pobliskiego zespołu przyrodniczo-krajobrazowego utworzonego w 2002. Do Starego Bielska wlicza się część strefy przemysłowej stworzonej w latach 70. XX wieku wzdłuż wylotowej ulicy Warszawskiej, w tym siedziba Instytutu Badań i Rozwoju Motoryzacji BOSMAL (założony w 1972) i zakłady Aluprof (dawny Metalplast, budowa od 1972), a także centrum handlowo-rozrywkowe Sarni Stok (2001) i dawny hipermarket Tesco (otwarty w 2002, zlikwidowany w 2020). W latach 70. wybudowano też aleję Bohaterów Monte Cassino (północną obwodnicę miasta) wraz z bezkolizyjnym skrzyżowaniem typu koniczynka na przecięciu z ulicą Warszawską (z uwagi na swoje powiązania funkcjonalne i przynależność do osiedla samorządowego Komorowice Śląskie nosi nazwę Komorowice). W 1997 powstał przy niej pierwszy w Bielsku-Białej sklep wielkopowierzchniowy – Makro, a w latach 2001–2002 park handlowy z hipermarketami Auchan i Leroy Merlin. W latach 2003–2006 droga ta została przekształcona w część drogi ekspresowej S1 (od 2016 jako S52) i została połączona ze Śródmiejską Obwodnicą Zachodnią, na potrzeby której m.in. przebudowano ulicę Klubową i stworzono nowy układ skrzyżowań w centrum dzielnicy. Budowie ŚOZ towarzyszyły liczne protesty społeczne. Powstający od 2005 Park Przemysłowy i Usługowy, jakkolwiek funkcjonalnie związany z Wapienicą, leży na terenie dawnej wsi Stare Bielsko.
W 2002 utworzono jednostkę pomocniczą gminy Stare Bielsko, której granice w dużej mierze pokrywają się z historycznymi granicami wsi (z wyjątkiem północno-wschodnich peryferii funkcjonalnie związanych z Komorowicami i części parku przemysłowego na pograniczu z Wapienicą). W 2017 zamieszkiwało ją 6539 osób.

## Galeria

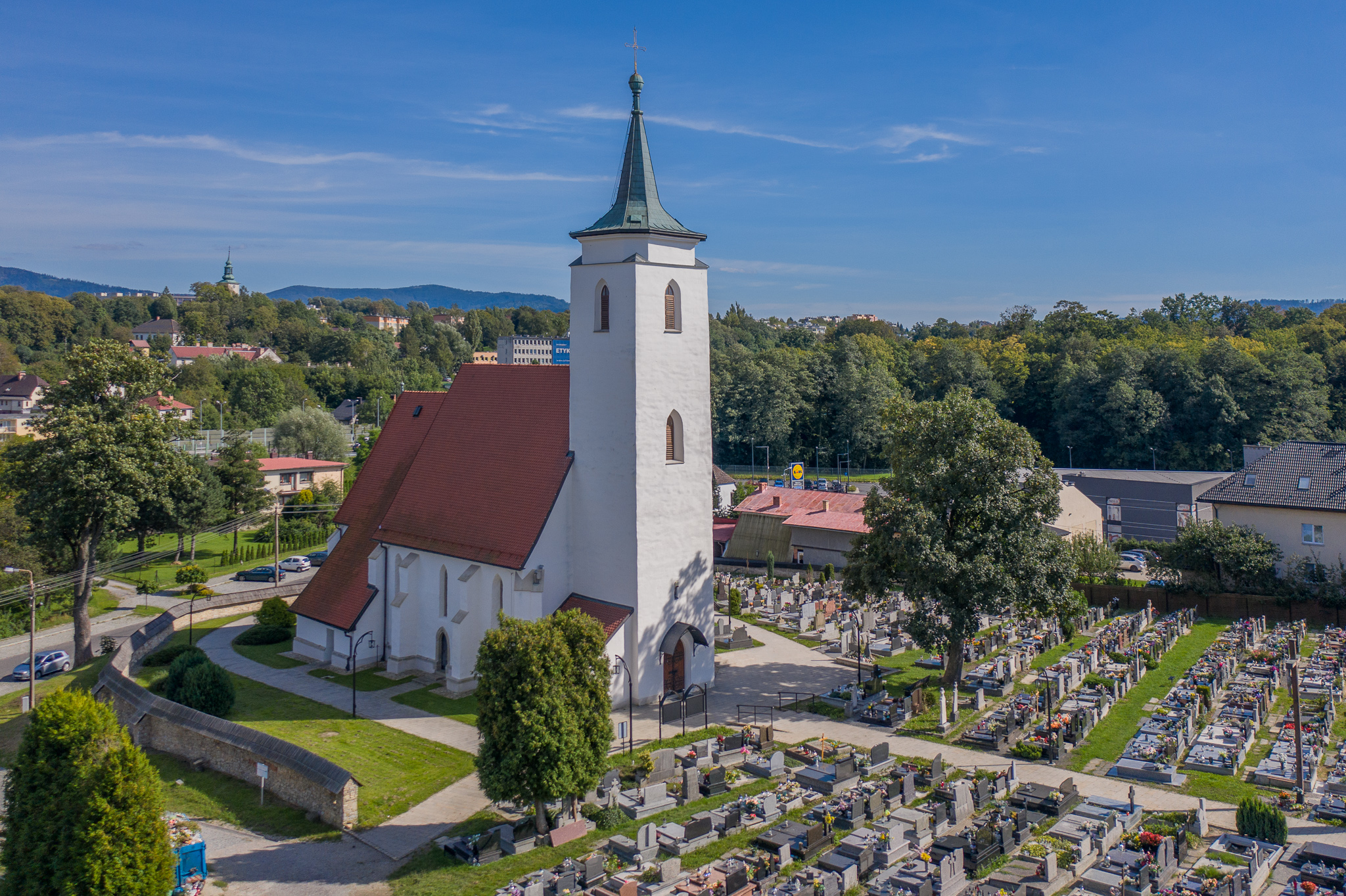
Kościół św. Stanisława (katolicki)
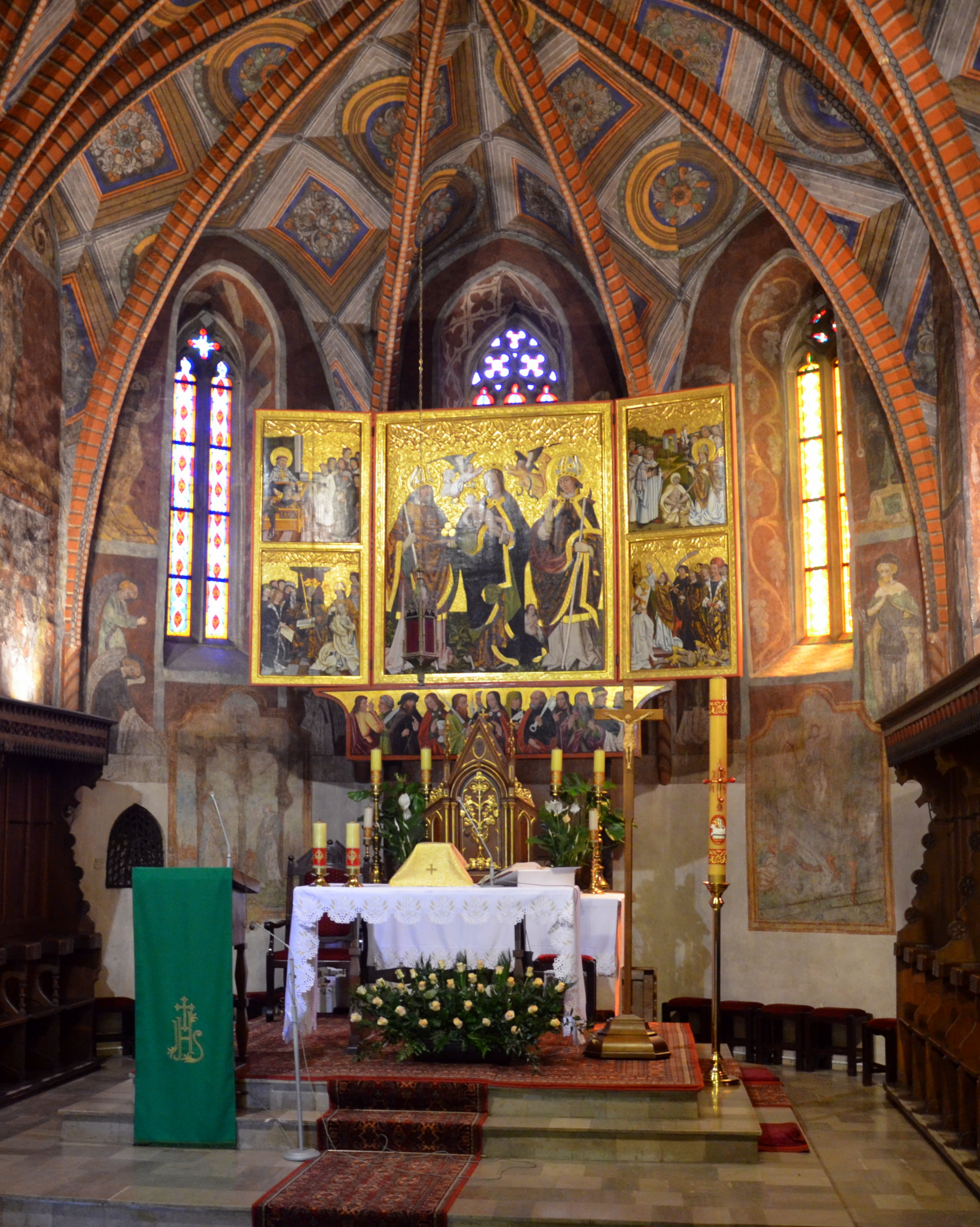
Gotyckie prezbiterium kościoła św. Stanisława z XVI-wiecznym tryptykiem ołtarzowym
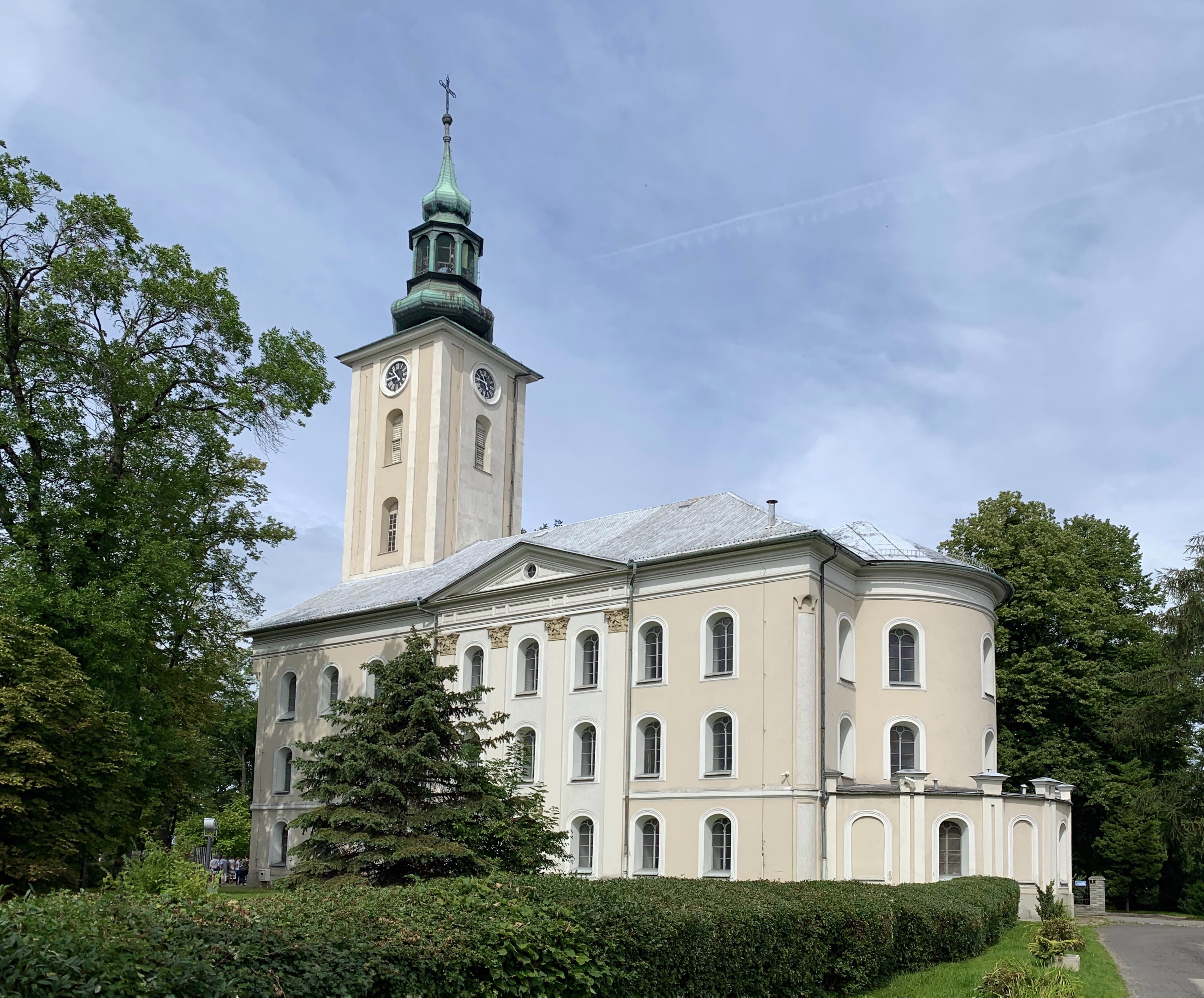
Kościół Jana Chrzciciela (ewangelicki)
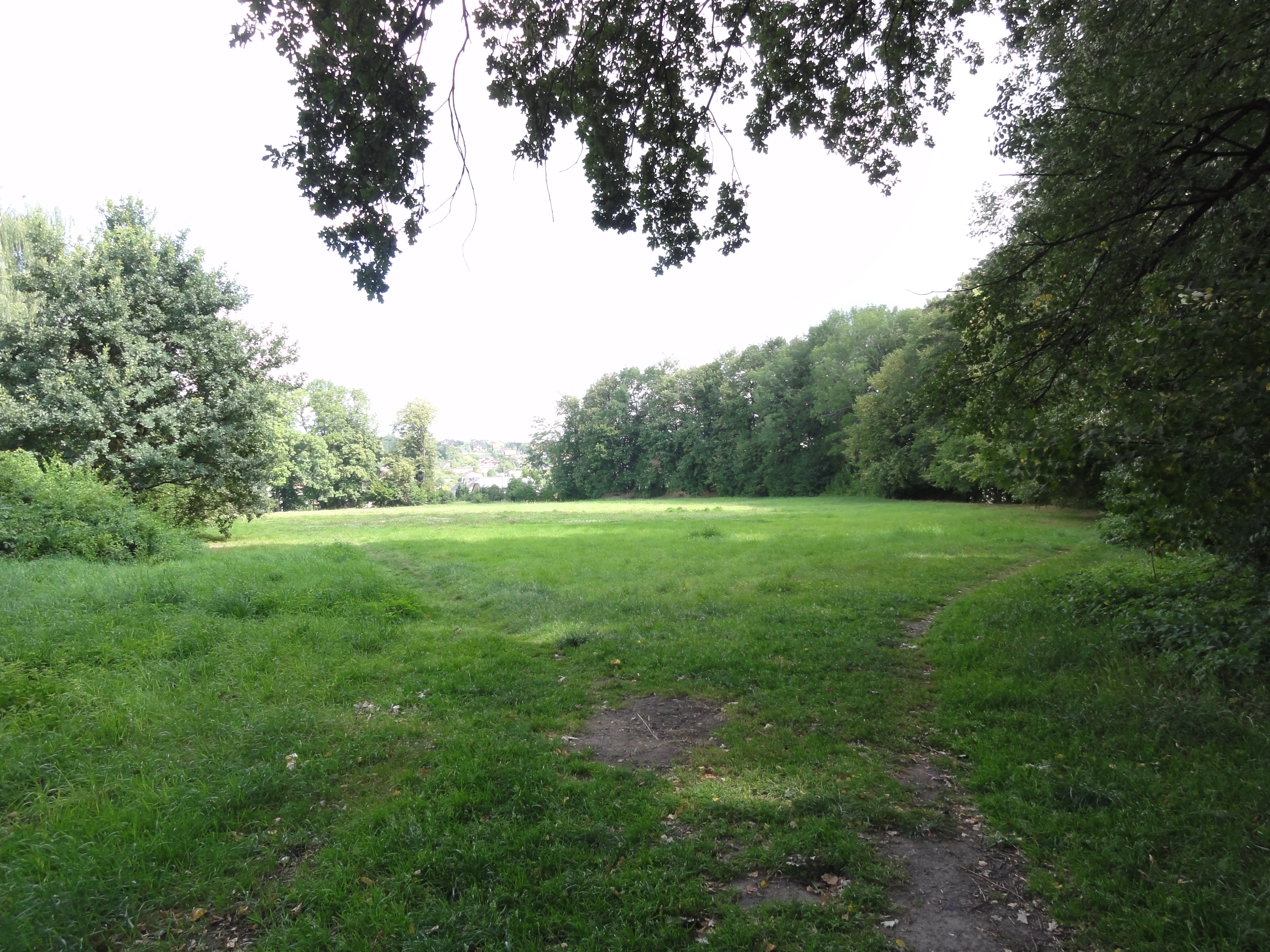
Grodzisko
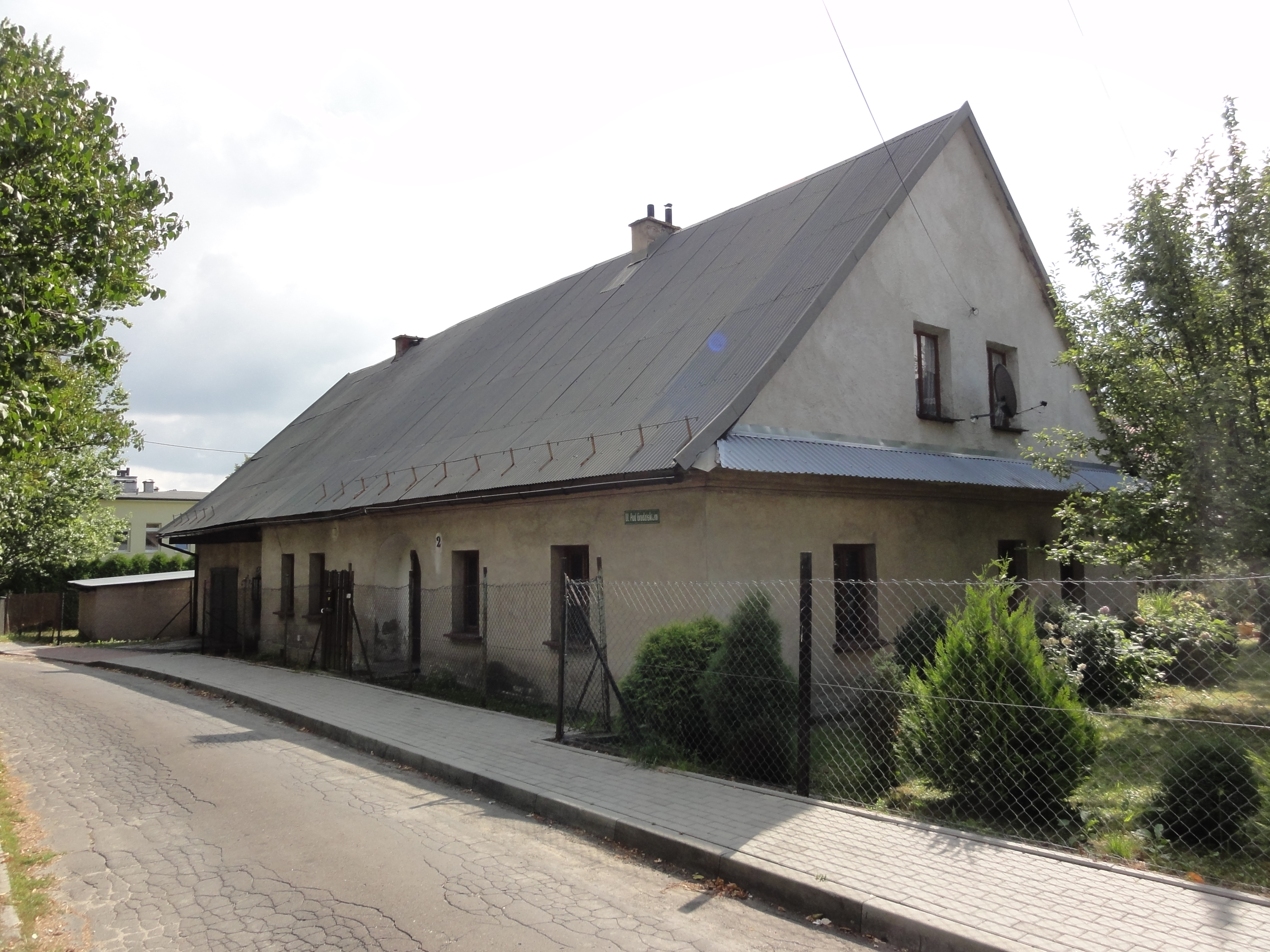
Tradycyjna zabudowa przy ulicy Pod Grodziskiem
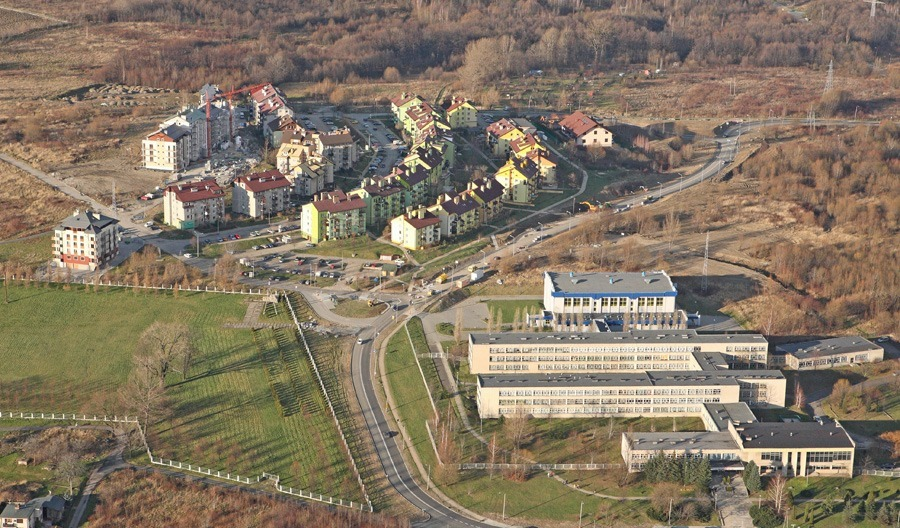
Widok na osiedle Sarni Stok
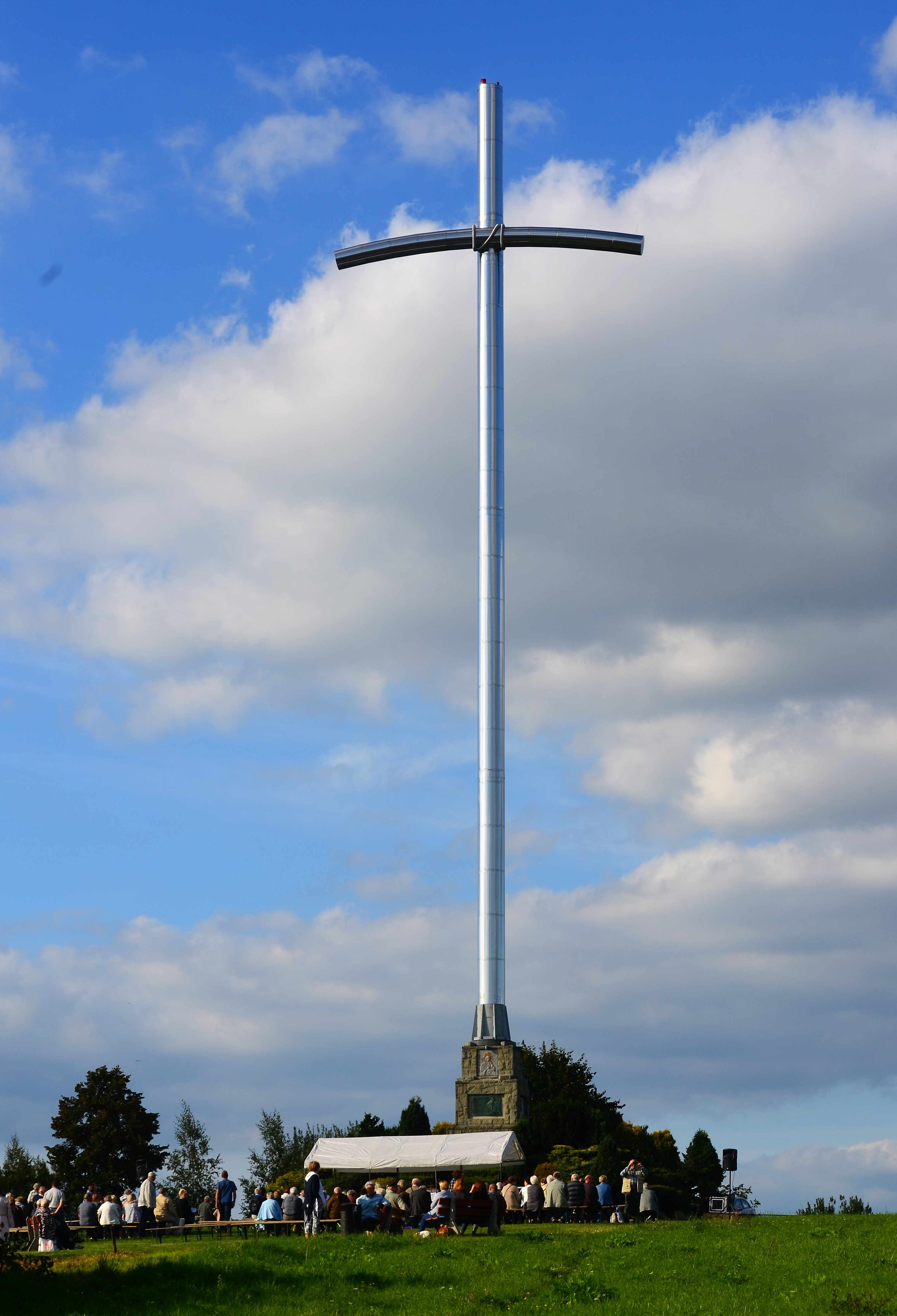
Krzyż Trzeciego Tysiąclecia na Trzech Lipkach
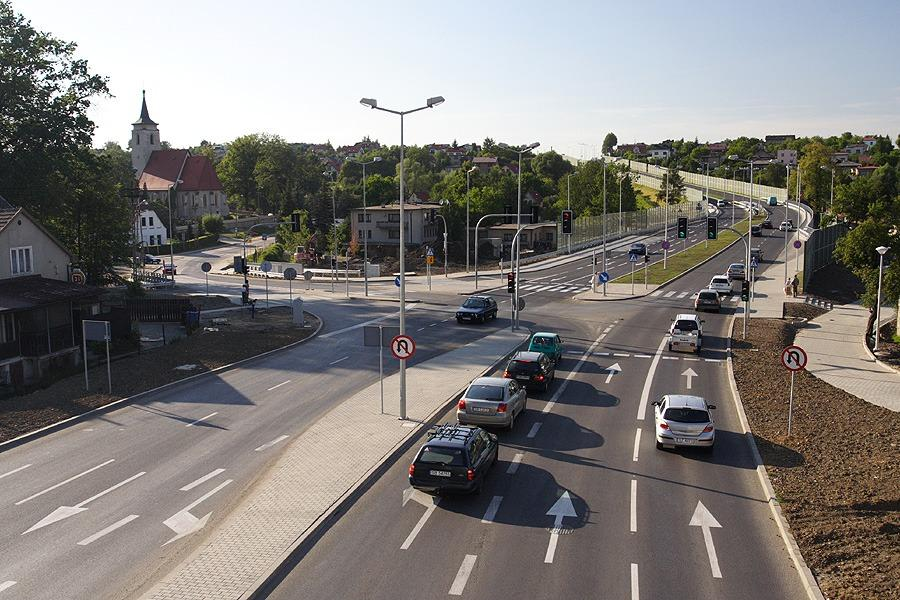
Śródmiejska Obwodnica Zachodnia